# Калмет
Калмет (фр. Calmette) насеље је и општина у јужној Француској у региону Лангдок-Русијон, у департману Гар која припада префектури Ним.
По подацима из 2011. године у општини је живело 1982 становника, а густина насељености је износила 178,56 становника/km². Општина се простире на површини од 11,1 km². Налази се на средњој надморској висини од 52 метара (максималној 163 m, а минималној 58 m).

## Демографија
| 1962. | 1968. | 1975. | 1982. | 1990. | 1999. | 2011. |
| ----- | ----- | ----- | ----- | ----- | ----- | ----- |
| 596   | 712   | 710   | 893   | 1.318 | 1.635 | 1.982 |

График промене броја становника у току последњих година